# Podlusky
Podlusky je velká vesnice, část města Roudnice nad Labem v okrese Litoměřice. Nachází se asi 2 km na západ od Roudnice nad Labem. V roce 2009 zde bylo evidováno 365 adres. V roce 2011 zde trvale žilo 926 obyvatel.
Podlusky je také název katastrálního území o rozloze 2,81 km2.

## Historie
Nejstarší písemná zmínka pochází z roku 1338.

## Obyvatelstvo
|           | 1869 | 1880 | 1890 | 1900 | 1910  | 1921  | 1930  | 1950 | 1961 | 1970 | 1980 | 1991 | 2001 | 2011 |
| --------- | ---- | ---- | ---- | ---- | ----- | ----- | ----- | ---- | ---- | ---- | ---- | ---- | ---- | ---- |
| Obyvatelé | 436  | 493  | 572  | 737  | 1 134 | 1 117 | 1 138 | 848  | 886  | 794  | 712  | 693  | 879  | 926  |
| Domy      | 77   | 94   | 109  | 130  | 196   | 203   | 246   | 265  | 257  | 251  | 247  | 285  | 333  | 346  |